# Avions X

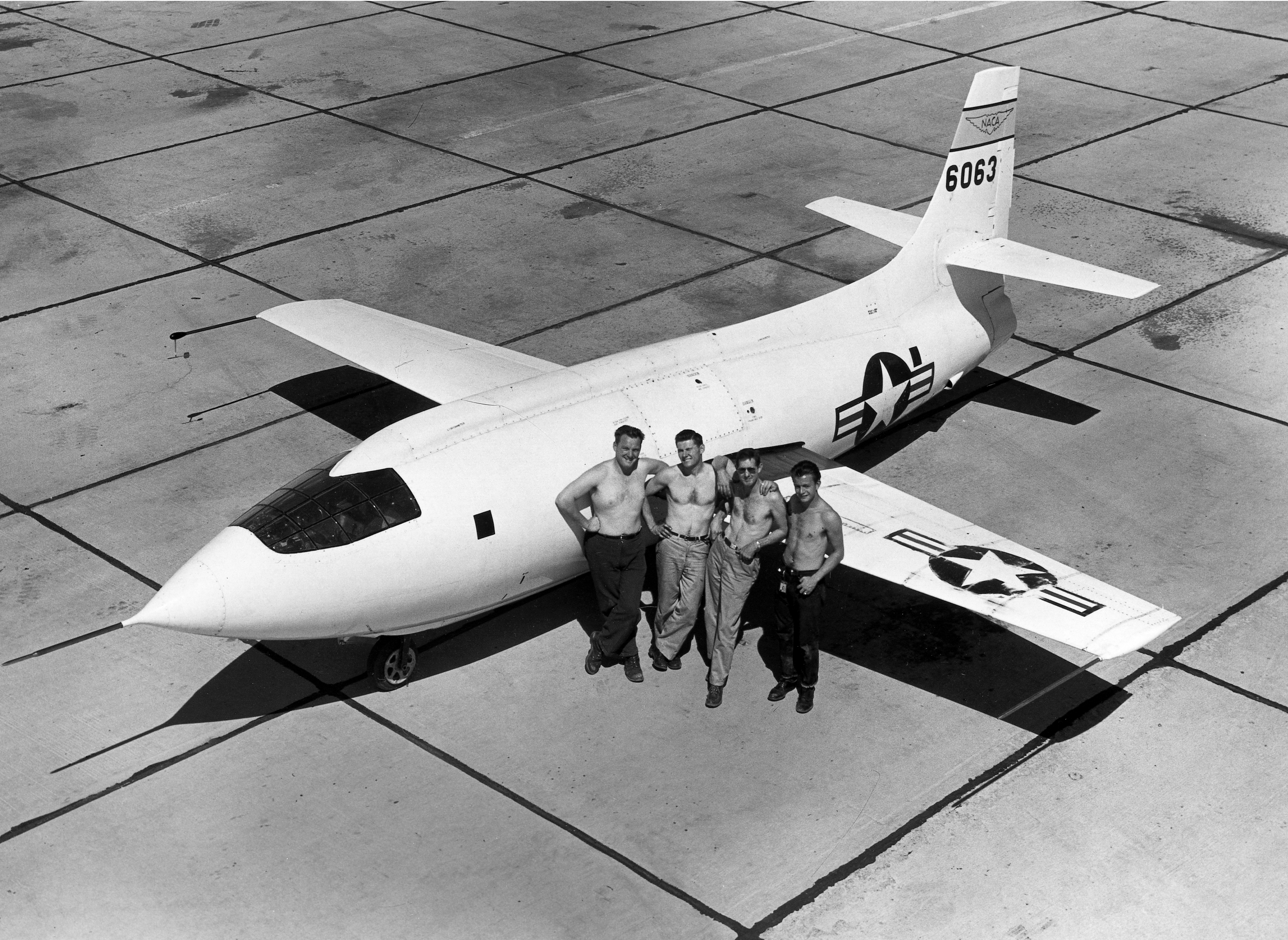
Bell X-1.

Els avions X (en anglès: X-plans) són una sèrie d'aeronaus experimentals nord-americanes (i alguns coets) usats per provar noves tecnologies i normalment mantinguts en estricte secret durant el seu desenvolupament.
El primer d'aquesta sèrie d'avions, el Bell X-1, es va fer molt conegut per ser el primer avió a superar la barrera del so, fita assolida el 1947. Els avions X posteriors van aportar importants resultats de recerca, però solament l'avió coet North American X-15 de principis dels anys 1960 va aconseguir una fama comparable a la del X-1. Els avions X des del número 7 fins al 12 en realitat eren míssils, i alguns dels altres vehicles eren no tripulats. De la majoria dels avions X no s'espera que entrin mai en producció a gran escala, i només uns quants van ser produïts. Una excepció és el Lockheed Martin X-35, que va competir contra el Boeing X-32 al Programa Joint Strike Fighter i va passar a convertir-se en el F-35 Lightning II.
L'any 2013, encara estaven en curs nous projectes X-plane. La designació X-52 va ser saltada per evitar potencials confusions amb el bombarder estratègic B-52 Stratofortress.

## Llista d'avions X
| Nom                      | Fabricant                    | Imatge                      | Primer vol                   | Notes |
| ------------------------ | ---------------------------- | --------------------------- | ---------------------------- | --- |
| X-1                      | Bell Aircraft                | X-1                         | 19 de gener de 1946          | Primer avió a superar la barrera del so.:14,15,17,18,24 |
| X-2 Starbuster           | Bell Aircraft                | X-2 Starbuster              | 27 de juny de 1952           | Avió supersònic Mach 2 - Mach 3. |
| X-3 Stiletto             | Douglas Aircraft Corporation | X-3 Stiletto                | 27 de juny de 1952           | Avió supersònic fabricat amb aliatge de titani. |
| X-4 Bantam               | Northrop Corporation         | X-4 Bantam                  | 15 de desembre de 1948       | Plànols horitzontals de cua reemplaçats amb alerons-elevadors.                                                                                                |
| X-5                      | Bell Aircraft                | X-5                         | 20 de juny de 1951           | Disseny amb ala de geometria variable. |
| X-6                      | Convair                      | X-6                         | No va volar                  | Estudi d'avió nuclear. |
| X-7 Flying stove Pipe    | Lockheed Corporation         | X-7 Flying stove Pipe       | Abril de 1951                | Prova de estatorreactors |
| X-8 Aerobee              | Aerojet                      | X-8 Aerobee                 |                              | Plataforma per prova de míssils. |
| X-9 Shrike               | Bell Aircraft                | X-9 Shrike                  | Abril de 1949                | Banc de proves per a bombes nuclears en GAM-63 Rascal. |
| X-10                     | North American Aviation      | X-10                        | 13 d'octubre de 1953         | Demostrador de tecnologia per míssils avançats. |
| X-11                     | Convair                      | X-11                        | 11 de juny de 1957           | Banc de proves per al programa del míssil Atlas. |
| X-12                     | Convair                      | X-12                        | Juliol de 1958               | Ban de proves avançat per al programa del míssil Atlas. |
| X-13 Vertijet            | Ryan Aeronautical Company    | X-13 Vertijet               | 10 de desembre de 1955       | Demostrador de la capacitat d'un reactor per a realitzar enlairament vertical, sustentació, translació en vol horitzontal cap endavant, i aterratge vertical. |
| X-14                     | Bell Aircraft                | X-14                        | 19 de febrer de 1957         | Demostrador de la capacitat per enlairament horitzontal i vertical, sustentació, translació en vol horitzontal cap endavant, i aterratge vertical.            |
| X-15                     | North American Aviation      | X-15                        | 8 de juny de 1959            | Investigacions de vol hipersònic (Mach 6). |
| X-16                     | Bell Aircraft                |                             | Mai va volar                 | Avió de reconeixement a gran altitud. |
| X-17                     | Lockheed Corporation         | X-17                        | Abril de 1956                | Efectes de la reentrada atmosfèrica a altes velocitats. |
| X-18                     | Hiller Aircraft              | X-18                        | 24 de novembre de 1959       | Ala basculant i STOVL. |
| X-19                     | Curtiss-Wright               | X-19                        | Novembre de 1963             | Aeronau de transport VTOL amb rotors basculants. |
| X-20 Dyna-Soar           | Boeing                       | X-20 Dyna-Soar              | Mai va volar                 | Avió espacial reutilitzable per a missions militars. |
| X-21                     | Northrop Corporation         | X-21                        | 18 d 'abril de 1963          | Proves amb ales amb control de flux laminar. |
| X-22                     | Bell Aircraft                | X-22                        | 17 de març de 1966           | Avió STOVL amb rotors basculants. |
| X-23 PRIME               | Martin Marietta              | X-23 PRIME                  | 21 de desembre de 1966       | Proves dels efectes de la reentrada atmosfèrica. |
| X-24 PILOT               | Martin Marietta              | X-24 PILOT · X-24 PILOT     | 1 d'agost de 1973            | Avió cos sustentador. |
| X-25 Bensen B-8          | Bensen                       | X-25 Bensen B-8             | 6 de desembre de 1955        | Autogir lleuger. |
| X-26 Frigate             | Schweizer                    | X-26 Frigate · X-26 Frigate | 1967                         | Motoplanejador. |
| X-27                     | Lockheed                     | X-27                        | Mai va volar                 | Prototip de caça d'alt rendiment. |
| X-28 Sea Skimmer         | Periera                      | X-28 Sea Skimmer            | 12 d'agost de 1970           | Veler ultralleuger. |
| X-29                     | Grumman                      | X-29                        | 1984                         | Avió per a proves amb ala en fletxa invertida. |
| X-30 NASP                | Rockwell                     | X-30 NASP                   | No va arribar a ser fabricat | Prototip d'avió espacial comercial. |
| X-31                     | Rockwell - MBB               | X-31                        | 1990                         | Caça proveït de empenyiment vectorial. |
| X-32                     | Boeing                       | X-32                        | Setembre de 2000             | Caça convencional, STOVL i embarcat. |
| X-33 Venture Star        | Lockheed Martin              | X-33 Venture Star           | Prototip no completat        | Avió espacial reutilitzable. |
| X-34                     | Orbital Sciences             | X-34                        | Mai va volar                 | Avió espacial no tripulat reutilitzable. |
| X-35 JSF                 | Lockheed Martin              | X-35 JSF                    | 2000                         | Caça convencional, STOVL i embarcat. |
| X-36                     | McDonnell Douglas            | X-36                        | 17 de maig de 1997           | Avió sense cua. |
| X-37                     | Boeing                       | X-37                        | 7 d 'abril de 2006           | Vehicle orbital experimental. |
| X-38 CRV                 | NASA                         | X-38 CRV                    | 1999                         | CRV ( Crew Return Vehicle ) amb cos sustentador. |
| X-39                     | ????                         | Classificat                 |                              | FATE ( Future Aircraft Technology Enhancements ). |
| X-40 SMV                 | Boeing                       | X-40 SMV                    | 11 d'agost de 1998           | SMV ( Space Maneuver Vehicle ). |
| X-41 Common Aero Vehicle | ????                         | Classificat                 |                              | Vehicle de reentrada amb càrrega comercial. |
| X-42                     | ????                         | Classificat                 |                              | Coet militar de combustible líquid. |
| X-43                     | NASA                         | X-43                        | 2 de juny de 2001            | Vehicle aeri no tripulat hipersònic propulsat per scramjet |
| X-44 MANTA               | Lockheed Martin              |                             | Prototip no completat        | MANTA ( Multi-Axis No-Tail Aircraft ) amb empenyiment vectorial                                                                                               |
| X-45                     | Boeing                       | X-45 · X-45                 | 22 de maig de 2002           | Demostrador de vehicle aeri de combat no tripulat (UCAV) |
| X-46                     | Boeing                       | X-46                        |                              | Versió marítima del UCAV X-45. |
| X-47A Pegasus X-47B      | Northrop Grumman             | X-47                        | 23 de febrer de 2003         | Demostrador vehicle aeri de combat no tripulat (UCAV) naval.                                                                                                  |
| X-48                     | Boeing                       | X-48                        | 20 de juliol de 2007         | Ala voladora de fuselatge integrat (BWB) |
| X-49 Speedhawk           | Piasecki Aircraft            |                             | 29 de juliol de 2007         | Helicòpter veloç amb VDTP ( Vectored Thrust Ducted Propeller )                                                                                                |
| X-50                     | Boeing                       |                             | 24 de novembre de 2003       | Demostrador del principi que un rotor d'helicòpter pot ser detingut en vol i actuar com a ala fixa.                                                           |
| X-51 Waverider           | Pratt & Whitney et Boeing    | X-51 Waverider              | Programat per 2009           | Proves de motors scramjet. |
| X-52                     |                              |                             |                              | #No usat (per evitar confusió amb el Boeing B-52 Stratofortress)                                                                                              |
| X-53                     | Boeing Phantom Works         | X-53                        | Novembre de 2002             | AAW: Active Aeroelastic Wing |
| X-54                     | Gulfstream Aerospace         |                             |                              | Aeronau de recerca i demostració de tecnologies de transport supersònic futur per a la NASA.                                                                  |
| X-55                     | Lockheed Martin Skunk Works  |                             | 2 de juny de 2009            | Avió de càrrega compost avançat - proves amb fuselatge i cua de modelat compost.                                                                              |
| X-56                     | Lockheed Martin Skunk Works  |                             | 2012                         | Futur avió no tripulat de vol en gran altitud, gran resistència i disminució de turbulències per a vols de reconeixements                                     |